# Pseudoeurycea werleri
La salamandra Pseudoeurycea werleri es una especie de anfibio caudado de la familia Plethodontidae endémico de México1.

## Clasificación y descripción de la especie
Es una salamandra de la familia Plethodontidae del orden Caudata. Es de talla pequeña y cuerpo un poco robusto. Alcanzan una longitud de . La cabeza es grande y gruesa. Extremidades bien desarrolladas. Las membranas interdigitales son casi completas. La coloración de cuerpo es completamente oscura2.  

## Distribución de la especie
Endémica de México, se distribuye en dos regiones separadas una de la otra. Una en la zona de Los Tuxtlas en Veracruz, y la otra al norte de Oaxaca en la localidad de Vista Hermosa2.

## Ambiente terrestre
Vive entre los 600 a 1,600 m s. n. m. en bosque mesófilo de montaña 2. Sus hábitats naturales incluyen bosques tropicales o subtropicales a baja altitud, montanos húmedos, plantaciones , jardines rurales y zonas previamente boscosas ahora degradadas1.

## Estado de conservación
Se considera como Sujeta a Protección especial (Norma Oficial Mexicana 059) y en peligro de extinción en la lista roja de la UICN debido a la destrucción de su hábitat2.